# Pretty Face
Pretty Face (Nhật: プリティフェイス Hepburn: Puriti Feisu, tạm dịch: Gương mặt xinh đẹp) là một loạt manga hài Nhật Bản do Kanō Yasuhiro sáng tác. Truyện kể về một nam sinh trung học không may gặp tai nạn giao thông khiến khuôn mặt bị hủy hoại, nhưng được phẫu thuật tái tạo nhầm thành mặt của cô gái cùng trường mà anh thầm thương trộm nhớ, và buộc phải thích nghi cuộc sống mới dưới thân phận người chị sinh đôi của cô gái nọ. Manga đăng lần đầu tiên trên tạp chí Weekly Shōnen Jump của nhà xuất bản Shueisha từ tháng 5 năm 2002 đến tháng 6 năm 2003 với tổng cộng 52 chương, về sau được phát hành thành sáu tập tankōbon. Manga đã được dịch sang một số ngôn ngữ khi phát hành ở Bắc Mỹ, Đài Loan, Hồng Kông, Pháp và Thái Lan.

## Tổng quan

### Cốt truyện
Pretty Face là một manga hài có xen lẫn yếu tố lãng mạn học đường, với sự xuất hiện của nhiều nhân vật là học sinh cấp ba tại một trường trung học hư cấu tên Seika, tọa lạc ở Hokkaido, Nhật Bản. Nhân vật nam chính Randō Masashi, vào lúc mở đầu câu chuyện là một tay anh chị khét tiếng của trường vừa giành giải vô địch Karate toàn Nhật Bản, từ lâu đã thầm thương Kurimi Rina, một nữ sinh khóa dưới. Trên đường từ giải đấu trở về nhà, anh bị vướng vào một vụ tai nạn xe buýt thảm khốc khiến gương mặt bị hủy hoại hoàn toàn, không thể nhận dạng. Masashi tỉnh giấc sau khi hôn mê một năm trời, để rồi bàng hoàng nhận ra gương mặt mình đã bị tái tạo nhầm thành mặt của Rina dưới bàn tay của một bác sĩ phẫu thuật đa tài nhưng cũng lắm tật tên Manabe Jun. Gia đình Masashi, do ngộ nhận anh với xác của một người đã chết trong vụ tai nạn, đã chuyển đi nơi khác sống từ lâu, khiến Masashi giờ đây bơ vơ không nơi nương tựa trong một nhân dạng không thuộc về mình.
Trong lúc tuyệt vọng, Masashi chạm trán Rina, chủ nhân thật sự của gương mặt anh đang có. Rina—hóa ra còn một người chị sinh đôi đã mất tích bấy lâu nay với dung mạo giống mình như lột tên là Kurimi Yuna—vui mừng khôn xiết ôm chầm lấy Masashi do nhận nhầm anh với chị gái. Bối rối trước nghịch cảnh dở khóc dở cười, Masashi lừa gia đình Rina rằng anh chính là Yuna đã mất trí nhớ, mà không một ai mảy may nghi ngờ. Trong lúc ra sức tìm manh mối để Manabe phẫu thuật trả lại cho mình gương mặt cũ, Masashi biết được Rina vẫn luôn có tình cảm thầm kín với con người trước đây của anh. Bởi không muốn thấy Rina phải đau khổ khi mất chị gái lần nữa, Masashi quyết định tiếp tục giả vờ sống trong thân phận của Yuna cho đến khi anh có thể tìm ra "Yuna thật" và đưa cô ấy về đoàn tụ gia đình, trong khi phải liên tục đương đầu với những sự cố ngoài ý muốn có thể khiến danh tính anh bị bại lộ bất cứ lúc nào.
Một năm học trôi qua, khi Masashi đã dần thích ứng với hoàn cảnh và bắt đầu quen thuộc với cuộc sống hiện tại thì Yuna thật đột ngột trở về. Không muốn và cũng không thể tiếp tục giả vờ, Masashi thú nhận tất cả mọi chuyện với Yuna, nhưng không được cô chấp nhận trong nhất thời. Yuna bắt đầu tìm hiểu nhiều hơn về Masashi qua những cuốn nhật ký được anh để lại trong phòng mình mà không kể sự thật với Rina, cùng lúc Masashi yêu cầu Manabe làm phẫu thuật khôi phục gương mặt cũ. Hai tuần sau, Masashi tháo băng và quyết định bày tỏ tình cảm với Rina, người luôn tin rằng anh đã chết, trước khi quyết định rời xa cô mãi mãi. Yuna hiểu được tấm lòng và tin tưởng vào nhân cách của Masashi, đã nhờ cậy anh một lần nữa đóng giả làm cô trong lúc cô tạm rời xa gia đình để theo đuổi sự nghiệp riêng. Masashi lúc bấy giờ mới vỡ lẽ, rằng Manabe vẫn chưa làm phẫu thuật mặt cho anh mà chỉ khoác lên đó chiếc mặt nạ được chế tác theo gương mặt cũ. Masashi nhận lời, tiếp tục ở bên Rina thêm một năm nữa bằng thân phận của Yuna.

### Nhân vật chính
Randō Masashi (乱堂 政)
Masashi, nam chính của câu chuyện, là một võ sinh Karate trình độ thượng thừa với bản tính cực kỳ kiêu ngạo bởi thành tích bất khả chiến bại của mình. Tuy bị mọi người xa lánh và cả phục tùng trước hình ảnh là một tên côn đồ ưa bạo lực, Masashi thật ra là một chàng trai khá hào hiệp và đã phát triển nhiều suy nghĩ sâu sắc xuyên suốt diễn biến của câu chuyện, trái ngược với phong thái và lối ăn nói lỗ mãng. Điểm nổi bật nhất của Masashi là sở hữu một sức mạnh và thể lực vượt xa tất cả nhân vật trong tác phẩm, bất chấp vóc dáng đã teo tóp lại sau một năm hôn mê. Mặc dù đã cố gắng tiết chế, kể cả khi sống trong thân phận của Yuna, những cú ra đòn của anh vẫn khiến mọi người khiếp đảm. Mạnh mẽ là vậy, Masashi lại trở nên sợ sệt mỗi khi tiếp xúc thân mật với con gái và thường được minh họa là bị chảy máu mũi trong những cảnh fan service, hay những hoàn cảnh kích thích khác. Với cách ứng xử không hề giống con gái trong khi đang sở hữu gương mặt dễ thương của Yuna, Masashi được rất nhiều nam sinh (và có lúc là cả nữ sinh) trong trường ái mộ, vô tình gây ra cho anh thêm nhiều rắc rối. Tuy sống khá bất cần và dễ thích ứng, mối lo sợ duy nhất của Masashi là mãi mãi phải ở trong thân phận chị gái của người mà anh yêu say đắm, Rina. Dù vậy, anh sẵn sàng hy sinh mọi lợi ích của bản thân vì hạnh phúc của Rina, và luôn xả thân bảo vệ cô.
Kurimi Rina (栗見 理奈)
Rina là cô gái mà Masashi yêu thầm, và trớ trêu thay chính cô cũng luôn mến mộ anh mà không dám thổ lộ, sau một lần chứng kiến hành vi nghĩa hiệp của Masashi khi anh giải cứu một chú chó bị kẹt trong cống thoát nước. Rina được mô tả là một cô gái ngoan ngoãn, hòa đồng, học giỏi, đáng yêu và có phần nhút nhát, sở hữu một mái tóc đen (cũng là điểm giúp phân biệt với Masashi trong thân phận Yuna, bởi bộ tóc mới sau phẫu thuật của anh có màu sáng). Cô cũng là một người đa cảm và thường xuyên phải dựa dẫm vào sự bảo bọc và che chở của Masashi (trong thân phận Yuna). Tuy nhận thức sai rằng Masashi đã chết, cô vẫn dành một tình cảm sâu nặng hướng về anh, và không thể mở lòng với bất kỳ người con trai nào khác. Đối với người chị sinh đôi yêu quý Yuna, Rina tự dằn vặt bản thân khi cho rằng chính mình là nguyên nhân gián tiếp khiến Yuna bỏ nhà ra đi. Sau khi Masashi dùng nhân dạng Yuna mất trí nhớ quay về nhà, Rina luôn lo sợ chị mình sẽ bỏ đi lần nữa, từ đó sinh ra cảnh giác và quyết định bám gót theo chị nhiều hơn ngày xưa, không hề biết rằng việc này cũng khiến Masashi lúng túng gấp bội. Rina dễ dàng nhìn ra tính cách đã thay đổi của "chị gái" mình, nhưng sẵn lòng chấp nhận điều đó mà không một chút nghi ngờ.
Kurimi Yuna (栗見 由奈)
Yuna là chị gái sinh đôi có dung mạo giống hệt Rina. Tuy không thực sự xuất hiện trong phần lớn câu chuyện, Yuna đóng vai trò then chốt trong tác phẩm bởi cô chính là người mà Masashi đang mạo danh và ra sức kiếm tìm. Sau một cuộc cãi vã với cha mẹ liên quan đến định hướng nghề nghiệp tương lai, Yuna bỏ nhà ra đi, quyết tâm theo đuổi ước mơ trở thành một chuyên gia trang điểm. Trong quãng thời gian tự lập này, cô từng phụ việc tại một tiệm làm tóc ở Otaru, trước khi nhập học một trường dạy trang điểm ở Tokyo. Yuna được miêu tả là một cô gái chăm chỉ, tháo vát và thậm chí thông minh hơn cả em gái mình. Những người quen biết Yuna từ trước khi Masashi xuất hiện cũng nhận xét rằng cô lanh lợi và mạnh dạn hơn em gái. Tuy rời bỏ gia đình vì hoài bão riêng, Yuna luôn ray rứt vì đã làm tổn thương người em song sinh mà cô yêu quý vô bờ. Mặc dù ban đầu tỏ ra rất tức giận với Masashi khi đã mạo danh cô và lừa dối Rina, Yuna sau đó tha thứ cho Masashi và chuyển sang ngưỡng mộ và khâm phục sự hy sinh mà anh dành cho Rina.
Manabe Jun (真鍋 順)
Manabe là một bác sĩ phẫu thuật thiên tài đã tái tạo gương mặt cho Masashi sau khi nó bị hủy hoại trong vụ tai nạn xe buýt. Tuy nhiên do không thể nhận dạng được khuôn mặt cũ, Manabe đã biến mặt Masashi thành mặt của người trong bức ảnh mà anh luôn mang theo bên mình, Rina. Manabe là một nhân tố hài hước nổi bật trong tác phẩm, chủ yếu bởi sở thích và những mối quan tâm có phần quái đản hướng vào vẻ ngoài nữ giới của Masashi. Manabe còn được miêu tả là một kẻ biến thái, thường xuyên dụ dỗ Masashi chuyển giới và tìm đủ mọi cách để anh giống con gái hơn nữa. Anh cũng không ít lần tỏ ra tự phụ và ca tụng thành quả phẫu thuật thẩm mỹ gương mặt của Masashi, mặc dù tất cả hành vi này luôn chọc giận khổ chủ và chỉ chuốc lại cho Manabe những trận đòn nhừ tử. Đã nhiều lần Manabe giúp Masashi vượt qua những tình huống oái ăm khi phải sống trong thân phận của Yuna. Anh sở hữu một phòng khám tư nhỏ nằm gần trường và nhà của Rina.

## Sáng tác
Pretty Face là loạt manga dài kỳ đầu tay của Kanō Yasuhiro. Quá trình sáng tác bắt đầu khi một biên tập viên từ nhà xuất bản Shueisha gợi ý ông thực hiện một manga hài lấy chủ đề học đường. Thoạt tiên cho rằng thể loại truyện như vậy không hợp với mình vì nó "nên dành cho những tân binh có năng khiếu hơn," Kanō vẫn thử viết một yomikiri theo thiết lập được gợi ý, và từ đó nảy ra ý tưởng xuất bản loạt truyện. Kanō cùng đội ngũ sản xuất đã "làm việc rất vất vả" để xây dụng ý tưởng cho các chương truyện. Tuy ban đầu tác phẩm được xếp vào thể loại hài lãng mạn, với nguyên nhân được nhận định là do Kanō đã vẽ một cô gái dễ thương nhằm tạo ấn tượng tốt với độc giả, đội ngũ sản xuất sau đó quyết định lái câu chuyện theo hướng "không nghiêm túc."[tập 6:155–156] Ý tưởng ban đầu của Kanō về việc để người chị Yuna của Rina mất tích là do bị bắt cóc đã không được các biên tập viên chấp thuận. Kanō cũng bày tỏ hài lòng khi nhiều độc giả yêu thích Masashi, vì ông tưởng mọi người hẳn sẽ "ghê sợ" nhân vật này.[tập 6:155–156]
Kanō đã cắt bỏ hoặc không thể đưa vào truyện nhiều kịch bản như ông mong muốn trước khi nó kết thúc, ví dụ như câu chuyện về mối quan hệ giữa Masashi và Rina, về em trai của Masashi, hay tình huống Masashi trong thân phận Yuna đoạt cúp vô địch Karate trung học. Ông cũng phải trăn trở nhiều về các chương cuối có khả thi của manga, cũng như cách giải quyết tất cả những nghi vấn đặt ra từ đầu loạt truyện, như liệu Masashi có nên kể với Rina toàn bộ sự thật, hay chuyện về gia đình của Masashi.[tập 6:155–156] Kanō còn phác thảo hai cái kết thay thế hoàn toàn khác, một trong số đó cho thấy cả gia đình Randō kỳ thực đều đang giả danh gia đình Kurimi, và cái kết còn lại ngụ ý mọi diễn biến của câu chuyện đều là ảo tưởng trong lúc hôn mê của Masashi.[tập 6:129, 151] Song cuối cùng Kanō vẫn chọn kết thúc theo cách hiện có mà không thêm bớt gì cả, và bày tỏ sự vui mừng vì đánh giá của độc giả cho thấy đó là quyết định đúng.[tập 6:155–156]
Trong một lần chia sẻ về lý do kết thúc manga khá sớm chỉ sau một năm đăng tải, Kanō nói mặc dù sự yêu thích của độc giả vẫn ổn định và tác phẩm vẫn khá phổ biến, ngòi bút của ông lúc bấy giờ đã "chậm hẳn" và cuối cùng đi đến giới hạn sau một vài lần giảm bớt số trang.

## Phát hành
Pretty Face được đăng tải trong các số ra hàng tuần của tạp chí Weekly Shōnen Jump do nhà xuất bản Shueisha ấn hành từ tháng 5 năm 2002 đến tháng 6 năm 2003. 52 chương truyện cùng một chương omake được biên tập thành sáu tập tankōbon; tập đầu tiên ra mắt ngày 4 tháng 10 năm 2002 và tập cuối phát hành ngày 4 tháng 11 năm 2003. Vào năm 2013, cả sáu tập truyện đều được Shueisha tái bản dưới dạng kỹ thuật số.
Manga được phát hành ở Đài Loan bằng tiếng Hoa bởi Nhà xuất bản Đông Lập từ tháng 2 đến tháng 12 năm 2003 dưới nhan đề Phiêu Lượng Kiểm Đản (漂亮臉蛋). Ở Bắc Mỹ, manga được dịch sang tiếng Anh và phát hành bởi Viz Media từ tháng 8 năm 2007 đến tháng 6 năm 2008. Truyện cũng ra mắt ở Pháp bởi Tonkam, ở Hồng Kông bởi Culturecom Holdings, và ở Thái Lan bởi Nation Edutainment.

### Danh sách tập truyện
| # | Ngày phát hành tiếng Nhật | ISBN tiếng Nhật   |
| - | ------------------------- | ----------------- |
| 1 | 4 tháng 10, 2002          | 978-4-08-873361-6 |
| 2 | 4 tháng 12, 2002          | 978-4-08-873350-0 |
| 3 | 4 tháng 2, 2003           | 978-4-08-873384-5 |
| 4 | 1 tháng 5, 2003           | 978-4-08-873423-1 |
| 5 | 8 tháng 8, 2003           | 978-4-08-873497-2 |
| 6 | 4 tháng 11, 2003          | 978-4-08-873526-9 |

## Đón nhận
Những yếu tố gây cười của Pretty Face được các nhà phê bình đánh giá cao. Ca ngợi phiên bản tiếng Anh do Viz Media ấn hành là "một trong những tác phẩm [manga] hài hước nhất ra mắt trong năm [2007]" khi nó được xây dựng nên từ những tình huống gây cười điển hình của thể loại hài lãng mạn đảo trang, Robert Harris của trang Mania so sánh tác phẩm như "con ngựa đua chỉ giỏi một mánh, nhưng lại là một chú ngựa rất đẹp đeo nhiều chuông và sở hữu bộ lông bóng mượt." Ông cũng nhận xét nét vẽ của Kanō Yasuhiro là "rất hấp dẫn, nhưng không quá đặc biệt." Tác giả A.E. Sparrow của IGN chú ý đến phong cách nghệ thuật của tác phẩm, chỉ ra rằng trong khi những manga cùng thể loại cho nhân vật nữ "không khác mấy búp bê bởi chỉ dựa vào chút ít biểu cảm," thì ở Pretty Face tất cả nhân vật đều thể hiện cảm xúc vô cùng phong phú. Phân tích cách xử lý nội dung của manga, tác giả kết luận Pretty Face không dành cho mọi loại độc giả, "nhưng nếu bạn hứng thú với một nét vẻ đỉnh, những tình tiết gây cười thú vị và một cốt truyện hay nhằm gắn kết mọi [yếu tố], thì nó hoàn toàn dành cho bạn." Tuy Pretty Face hướng vào đối tượng shōnen, một bài đánh giá tập đầu tiên trên Publishers Weekly mô tả nó như một "shōjo manga nhỏ đáng yêu có lối viết chặt chẽ cùng những âm điệu kịch tính đầy hứa hẹn." Lesley Aeschliman của Blogcritics e ngại trước "diễn biến tiền đề" của Pretty Face, phê phán nó lệ thuộc quá nhiều vào "sự sẵn tiện, như Randō [Masashi] sẵn tiện phải lòng Rina và sẵn tiện mang theo luôn ảnh của cô ấy bên mình; cả hai sẵn tiện có mặt trên cùng một chiếc xe buýt gặp tai nạn, Rina sẵn tiện có một chị gái song sinh bỏ nhà ra đi... và còn nhiều [sự sẵn tiện khác] nữa."
Trong chuyên mục "Căn nhà 1000 manga" đăng trên Anime News Network của nhà phê bình Jason Thompson, tác giả cuốn Manga: The Complete Guide, ông chia sẻ Pretty Face là tác phẩm hài học đường trên Weekly Shōnen Jump yêu thích của mình xưa nay, đồng thời gọi việc nó được đăng trên tạp chí thiếu niên này là một "sự kỳ diệu" do chứa đựng nhiều yếu tố hướng vào người lớn. Khen ngợi tác giả Kanō "đơn thuần là họa sĩ vẽ những cô gái đáng yêu," Thompson chỉ ra ở Pretty Face có một "nguồn năng lượng châm biếm" giúp nó "thú vị hơn một manga fan service đơn điệu" hay "dị hơn hẳn" những manga khác cũng của Kanō như Mx0 và Kagami no Kuni no Harisugawa, song lại chê các pha hành động là "không có sự gay cấn thật thụ." Trái với sự hài lòng về cái kết của manga từ phía Kanō, Thompson xem việc tác giả không sử dụng những kịch bản kết thúc khác như đã phác thảo là "một điểm yếu." Ông còn lưu ý thêm về việc manga "sẵn sàng khai thác những [đề tài] rùng rợn", bằng cách nhắc lại ý tưởng tiền đề của tác phẩm, với "một gã trai làm phẫu thuật thẩm mỹ để có vẻ ngoài giống hệt chị em song sinh của cô gái," đã "tương đồng một cách kỳ quặc" với truyện ngắn kinh dị Dark Wings của nhà văn Fritz Leiber.